# Fabiana Oliveira
Fabiana Alvim de Oliveira (* 7. März 1980 in Rio de Janeiro) ist eine brasilianische Volleyballspielerin. Bei den Olympischen Spielen 2008 und 2012 gewann sie die Goldmedaille.

## Karriere
Oliveira begann ihre Karriere 1993 in ihrer Heimatstadt bei Flamengo Rio de Janeiro. 1998/99 spielte sie eine Saison bei CD Macaé, ehe sie zu Flamengo zurückkehrte. Nach einem Jahr bei CR Vasco da Gama wechselte sie 2001 zu ACF/Campos. 2002 debütierte die Libera in der brasilianischen Nationalmannschaft. Mit den Brasilianerinnen gewann sie 2003 und 2005 die Südamerikameisterschaft und außerdem den Grand Prix 2005. Nach diesen Erfolgen kam Oliveira zu Rio de Janeiro VC. Mit dem neuen Verein gewann sie von 2006 bis 2009 viermal in Folge die nationale Meisterschaft. International verteidigte sie 2006 den Grand Prix und erreichte das Endspiel der Weltmeisterschaft. 2007 folgten neben dem erneuten Titel in der kontinentalen Meisterschaft zwei zweite Plätze bei den Panamerikanischen Spielen und im World Cup. 2008 nahm Oliveira nach dem nächsten Grand-Prix-Sieg an den Olympischen Spielen in Peking teil; dort erhielt sie neben der Goldmedaille auch eine Auszeichnung als beste Libera. Brasilien wurde 2009 wieder Südamerikameister. Im folgenden Jahr erreichte die Nationalmannschaft jeweils das Endspiel im Grand Prix und bei der Weltmeisterschaft. 2011 wurde Oliveira mit dem Verein brasilianischer Meister. Mit Brasilien verpasste sie erneut den Finalsieg beim Grand Prix, gewann aber wieder den kontinentalen Titel sowie das Turnier der Panamerikanischen Spiele. 2012 gab es zum dritten Mal den zweiten Platz im Grand Prix. Anschließend nahm Oliveira in London zum zweiten Mal an den Olympischen Spielen teil und gewann ihre zweite Goldmedaille.